# Europejska Nagroda Muzyczna MTV Push
Europejska Nagroda Muzyczna MTV Push – nagroda przyznawana przez redakcję MTV Europe podczas corocznego rozdania MTV Europe Music Awards. Nagrodę z serii MTV Push po raz pierwszy przyznano w 2009 r. O zwycięstwie decydują widzowie za pomocą głosowania internetowego i telefonicznego (smsowego).

## Nominowani i zwycięzcy

### 2009
- Pixie Lott
  - Daniel Merriweather
  - Hockey
  - La Roux
  - Little Boots
  - Metro Station
  - The Veronicas
  - White Lies

### 2010
- Justin Bieber
  - Alexandra Burke
  - B.o.B
  - The Drums
  - Hurts
  - Jason Derülo
  - Ke$ha
  - Mike Posner
  - Professor Green
  - Selena Gomez & the Scene

### 2011
- Bruno Mars
  - Far East Movement
  - Neon Trees
  - Alexis Jordan
  - Big Time Rush
  - Jessie J
  - Wiz Khalifa
  - LMFAO
  - Katy B
  - Theophilus London
  - Skylar Grey

### 2012
- Carly Rae Jepsen
  - Foster the People
  - Lana Del Rey
  - Mac Miller
  - Michael Kiwanuka
  - Gotye
  - Rebecca Ferguson
  - Fun
  - Rita Ora
  - Conor Maynard
  - Of Monsters and Men

### 2013
- Austin Mahone
  - Karmin
  - Rudimental
  - Imagine Dragons
  - ASAP Rocky
  - Bastille
  - Bridgit Mendler
  - Tom Odell
  - Iggy Azalea
  - Icona Pop
  - Twenty One Pilots

### 2014
- 5 Seconds of Summer
  - Lorde
  - John Newman
  - Kid Ink
  - Zedd
  - Cris Cab
  - Sam Smith
  - Kiesza
  - Charli XCX
  - Ariana Grande
  - Jungle

### 2015
- Shawn Mendes
  - Echosmith
  - James Bay
  - Jess Glynne
  - Kwabs
  - Natalie La Rose
  - Royal Blood
  - Shamir
  - Tori Kelly
  - Years & Years
  - Zara Larsson

### 2016
- DNCE
  - Alessia Cara
  - Charlie Puth
  - Elle King
  - Halsey
  - Jack Garratt
  - Dua Lipa
  - Lukas Graham
  - Bebe Rexha
  - Anne-Marie
  - Blossoms
  - Jonas Blue

### 2017
- Hailee Steinfeld
  - Petite Meller
  - The Head and the Heart
  - Rag'n'Bone Man
  - Jon Bellion
  - Julia Michaels
  - Noah Cyrus
  - Kyle
  - Khalid
  - Kacy Hill
  - SZA